# OpenCola

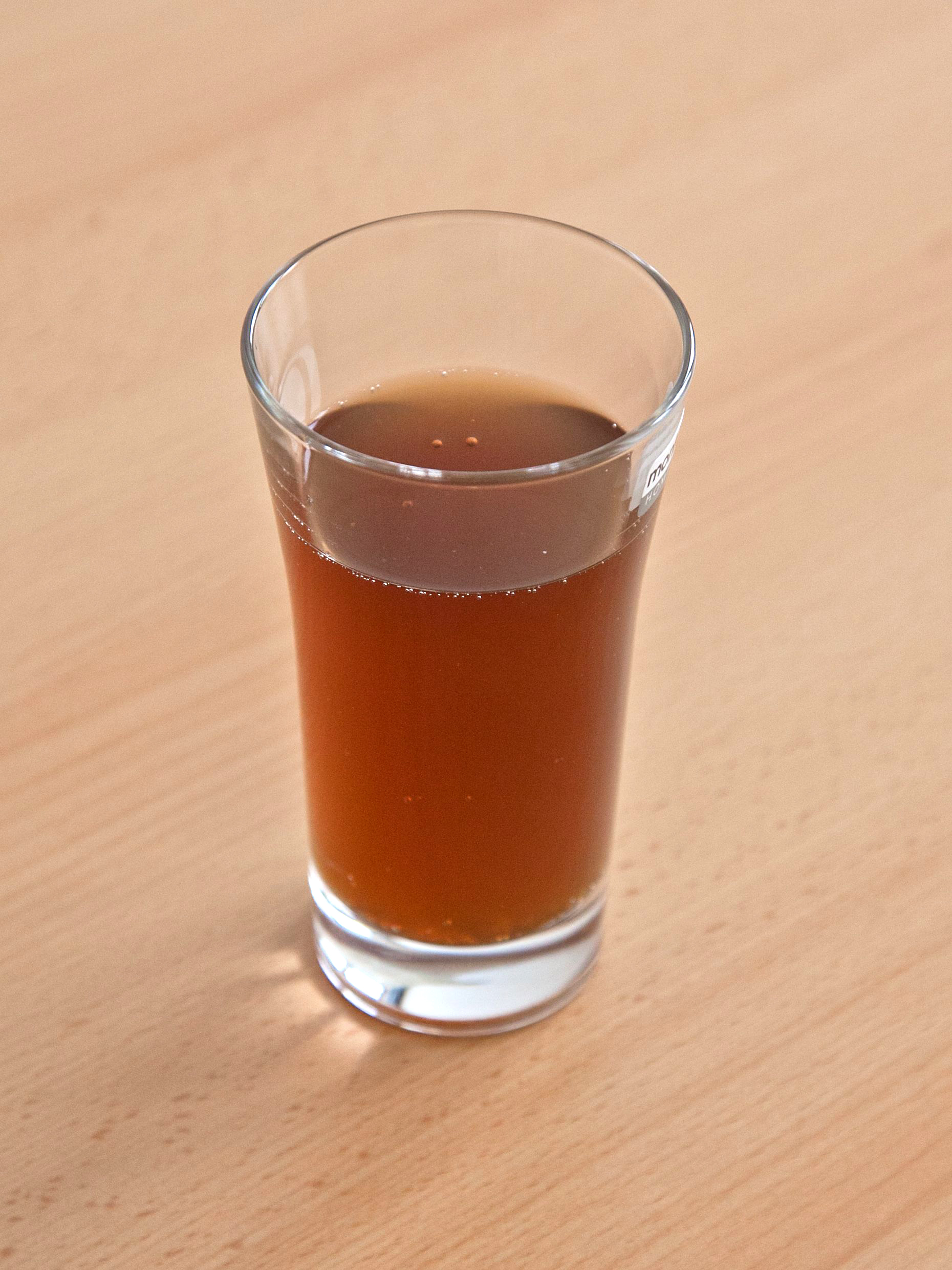
Sklenice OpenColy

OpenCola je kolový nealkoholický nápoj, jehož receptura je volně k dispozici a každý je oprávněn ji upravovat. Kdokoli smí nápoj vyrábět a prodávat bez licenčních poplatků. Může nápoj také vylepšovat, pokud dodržuje podmínky GNU General Public License.
V současné době[kdy?] je k dispozici verze 1.1.3. V historii se postup výroby nápoje příliš neměnil a změn doznávala dokumentace jeho receptu. V srpnu 2004 bylo prodáno 150 000 plechovek vyrobených firmou OpenCola Company v Torontu.[zdroj?]